# LaLola (série télévisée, 2008)
Pour la série télévisée argentine, voir Lalola (série télévisée, 2007).
LaLola est une série télévisée philippine de type comédie romantique en 85 épisodes de 45 minutes diffusée du 13 octobre 2008 au 6 février 2009 sur le réseau GMA Network. C'est l'adaptation de la série télévisée argentine éponyme, Lalola.
Cette série est inédite dans tous les pays francophones.

## Distribution
- JC de Vera (en) as Facundo Diaz
- Rhian Ramos as Lolita « Lola » Padilla Diaz

## Autres versions
- Lalola (América TV, 2007-2008)